# Гийу, Жан-Марк
Жан-Марк Гийу́ (фр. Jean-Marc Guillou; род. 20 декабря 1945 года в Буэй) — французский футболист, играл на позиции полузащитника. По завершении игровой карьеры — футбольный тренер.
Выступал, в частности, за клубы «Анже» и «Ницца», а также национальную сборную Франции.

## Карьера игрока

### Клубная карьера

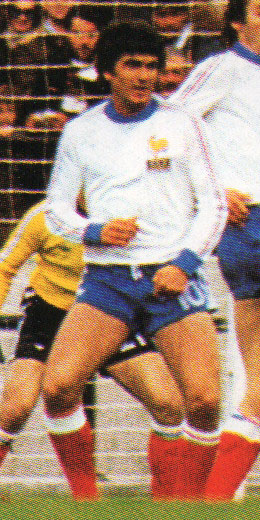
Гийу в матче против Италии на ЧМ-1978

Родился 20 декабря 1945 года в городе Буэй. Воспитанник футбольной школы клуба «Сен-Назер».
В профессиональном футболе дебютировал в 1966 году, выступая за команду «Анже», в которой провёл девять сезонов, приняв участие в 243 матчах чемпионата. Большую часть времени, проведённого в составе «Анже», был основным игроком команды.
Своей игрой за эту команду привлёк внимание представителей тренерского штаба клуба «Ницца», в состав которого присоединился в 1975 году. Сыграл за команду следующие четыре сезона своей игровой карьеры. Играя в составе «Ниццы», также в основном выходил на поле в стартовом составе команды.
Впоследствии с 1979 по 1983 год играл в составе команд «Ксамакс» и «Мюлуз».
Завершил профессиональную игровую карьеру в клубе «Канн», за который выступал на протяжении 1983—1984 годов.

### Выступления за сборную
23 марта 1974 года дебютировал в официальных матчах в составе национальной сборной Франции в игре против Румынии, французы победили с минимальным счётом. В течение карьеры в национальной команде, которая длилась пять лет, провёл в форме сборной страны 19 матчей, забив три гола.
В составе сборной был участником чемпионата мира 1978 года в Аргентине. На этом турнире он провёл свой последний матч за Францию, его команда проиграла Италии 2:1 в первом матче группового этапа, в итоге не выйдя с группы.

## Карьера тренера
Первый опыт тренерской работы получил ещё в 1976 году, став играющим тренером клуба «Ницца».
Впоследствии продолжал совмещать тренерскую работу с выступлениями на футбольном поле в клубах «Ксамакс», «Мюлуз» и «Канн».
Позднее сконцентрировался на тренерской работе, в течение 1985—1986 годов работал со швейцарским «Серветтом». В 1993 году отправился в Кот-д’Ивуар, где сначала стал главным тренером клуба «АСЕК Мимозас», а в течение 1999—2000 годов совмещал клубную работу с подготовкой национальной сборной Кот-д’Ивуара.
Последним местом тренерской работы Гийу был бельгийский «Беверен», который он возглавлял в качестве главного тренера до 2002 года.
В 2002 году основал собственную футбольную школу — Академию Жан-Марка Гийу (Академия ЖМГ). Цель организации — подготовка молодых футболистов, которые затем выступают в европейских клубах. Филиалы академии расположены в Абиджане, Анцирабе, Алжире и Бангкоке.
В феврале 2010 года Гийу был кандидатом на пост тренера сборной Кот-д’Ивуара на замену Вахиду Халилходжичу после неудачного выступления команды на Кубке африканских наций 2010.